# Morte de Nex Benedict
Nex Benedict (El Paso, 11 de janeiro de 2008 – Owasso, 8 de fevereiro de 2024) foi um estudante estadunidense de ascendência Choctaw, morreu após sofrer um ataque na Owasso High School. Benedict era do gênero não binário e já havia sofrido bullying na escola anteriormente. No dia 7 de fevereiro de 2024, sofreu agressões no banheiro feminino do local e morreu no dia seguinte. A causa de morte ainda não foi revelada, e a autópsia está pendente.

## Morte
Benedict relatou que já havia sofrido bullying na Owasso High School, assim como seus amigos. Como retaliação, quando estava no banheiro de seu sexo designado ao nascer (devido às leis de Oklahoma), Benedict jogou água em três garotas que haviam praticado bullying. Foi reportado então que Benedict sofreu ataques das garotas, que derrubaram e bateram sua cabeça repetidamente no chão. Benedict sofreu ferimentos graves na cabeça, e ficou com hematomas faciais perto dos olhos e arranhões na parte de trás da cabeça após o incidente.
Segundo os dirigentes da escola, os alunos envolvidos ficaram no banheiro por menos de dois minutos e a "altercação física" foi interrompida por outros alunos que estavam presentes no banheiro e por um funcionário que supervisionava fora do banheiro. Pelo relato dos dirigentes da escola, todos os alunos caminharam por conta própria até a enfermeira e depois até a sala do vice-diretor após a briga, onde fizeram uma avaliação de saúde, prestaram depoimento e contataram os pais. As autoridades afirmaram que aconselharam os pais de um aluno a levá-lo a um centro médico para exames adicionais — não foi confirmado se era Benedict.
Segundo a avó de Benedict, Sue Benedict, que criou Benedict desde os dois meses de idade e adotou em 2022, a escola não chamou uma ambulância ou a polícia e, em vez disso, ordenou a suspensão de Benedict por duas semanas. Sue levou Benedict a um hospital próximo para tratamento, onde ela convocou o Departamento de Polícia de Owasso por volta das 3h30, horário local. Benedict recebeu alta mais tarde naquele dia e teria dormido com dor de cabeça.
No dia seguinte, 8 de fevereiro, enquanto se preparava para viajar com a avó para um compromisso, Benedict desmaiou na sala da família. Uma ambulância foi chamada e Benedict já havia parado de respirar quando os paramédicos chegaram. Benedict morreu no hospital naquela noite.

## Investigação
Em uma declaração ao The Advocate, Dan Yancy, Chefe de Polícia de Owasso, disse que "nenhum relato do incidente foi feito ao Departamento de Polícia de Owasso antes da notificação no hospital." As investigações do Departamento de Polícia de Owasso para determinar os eventos que levaram à morte de Benedict estão em andamento. A polícia está aguardando os resultados da toxicologia e da autópsia do escritório do médico legista local antes de determinar se alguém será acusado. Autoridadez policiais conduziram entrevistas com funcionários da escola e alunos e todas as conclusões foram enviadas ao Gabinete do Procurador Distrital do Condado de Tulsa.
Em 21 de fevereiro, um porta-voz do departamento de polícia disse que um vídeo do corredor de dentro da escola, mostrando Benedict antes e depois do incidente, foi revisado pelos investigadores e será divulgado "em algum momento".

## Resultado
Numa carta aos pais, a Owasso Public Schools disse que iriam aumentar o número de pessoal de segurança no distrito, atualizar os seus exercícios e regras de segurança e fornecer serviços de aconselhamento aos alunos afetados pela morte.

## Reações
Embora a causa da morte de Benedict ainda não tenha sido determinada como tendo sido causada pelo ataque, alguns grupos descreveram o ataque relatado que precedeu a morte de Benedict como um crime de ódio.
Chuck Hoskin Jr., o chefe principal da Nação Cherokee, falou sobre a morte de Benedict, afirmando que era uma "criança maravilhosa cuja experiência e identidade são importantes e valem a pena comemorar".